# Schlierenfotografering

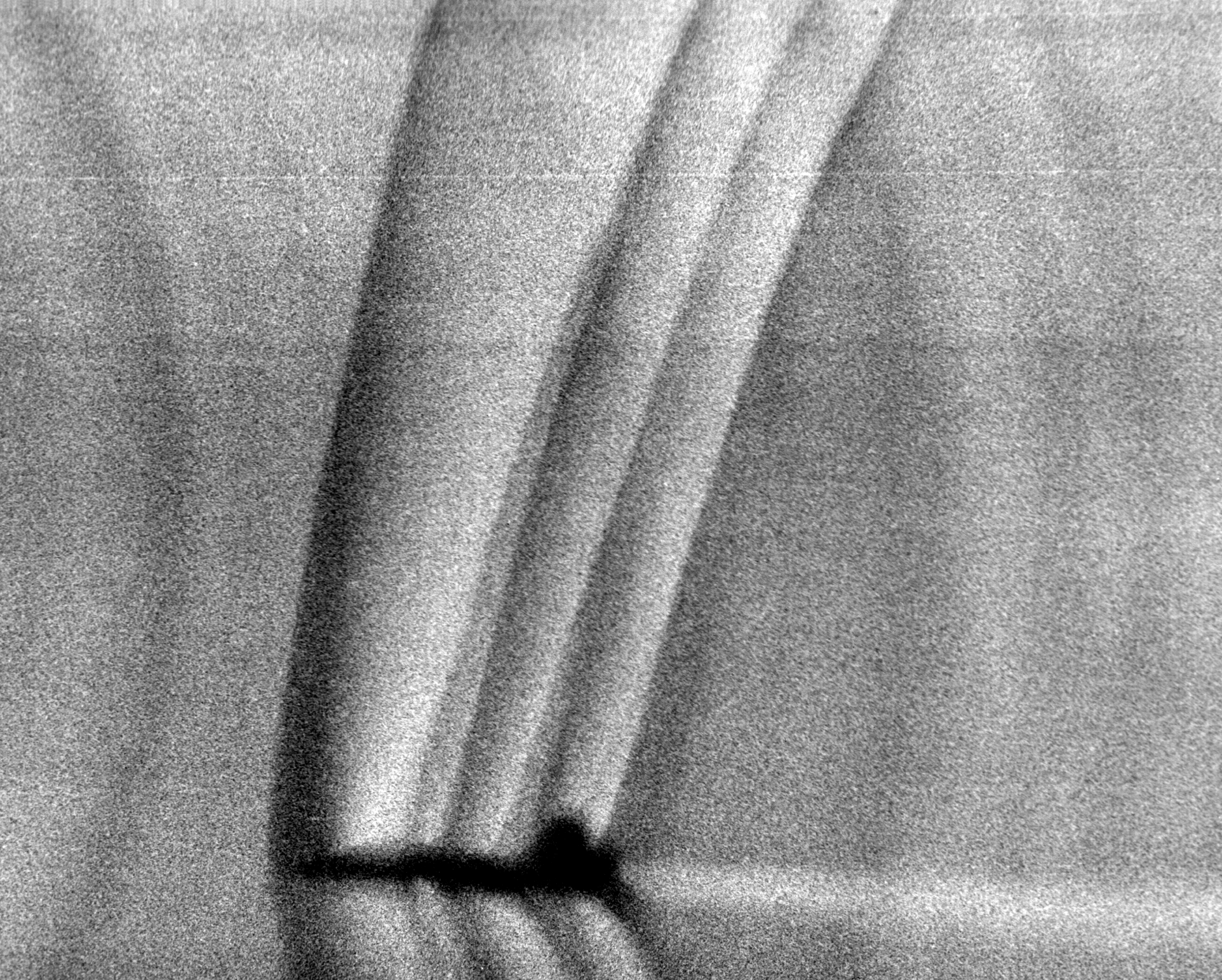
Schlierenbild av ljudvallen kring ett flygplan vid Mach 1,1.

Schlierenfotografering eller Slirfotografering är en mätteknik för att mäta densitetsgradienter hos gaser.
Då gasers brytningsindex varierar med dess densitet kommer förändringar att leda till att ljus avböjs.
Metoden uppfanns av den tyska fysikern August Toepler 1864 för att to studera överljudshastigheter. Den används ofta i för att fotografera luft (gas) som strömmar runt föremål, exempelvis vid aerodynamisk utveckling.